# EEVA
Электронное хранилище текстов древней эстонской литературы (эст. Eesti vanema kirjanduse digitaalne tekstikogu или сокращённо эст. EEVA) — совместный проект Библиотеки Тартуского университета, Отдела литературы и фольклора Тартуского университета и Эстонского литературного музея по оцифровке старых текстов (до XIX века), представляющих наибольший интерес для истории эстонской литературы, что позволяет широкому кругу читателей получить к ним доступ, оградив при этом оригиналы (почти всегда редкие) от излишних механических воздействий. Проект существует с 2002 года.